# 田川市立金川小学校
田川市立金川小学校（たがわしりつ かながわしょうがっこう）は、福岡県田川市糒（ほしい）に位置する公立の小学校。

## 概要
歴史
1874年（明治7年）に開設された「糒小学校」を起源とする。数回の改組・改称を経て、現校名となったのは、1950年（昭和25年）。2024年（令和6年）に創立150周年を迎えた。

通学区域
住所表記で田川市の後に「御祓、夏吉緑ヶ丘、立見、吉田、夏吉、夏吉2区、泉ヶ丘、岩屋、糒（ほしい）、星美谷、田川団地、桜ヶ丘、昭和団地、西ヶ浦市住、日吉町、日吉町市住」が続く地区。中学校区は田川市立田川東中学校（2023年（令和5年）4月開校）。

## 沿革
- 1875年（明治7年）
  - 2月11日 - 田川郡夏吉村下原田の民家を仮校舎として、「第二大区第二小区 糒小学校」が創立（糒の読みは「ほしい」）。
  - 9月 - 糒村の正法寺の堂宇を仮教場として移転。
- 1882年（明治15年）9月 - 糒宮下に校舎を新築。
- 1886年（明治19年）4月 - 小学校令施行により、尋常科（4年制）を設置の上、「尋常糒小学校」に改称。
- 1889年（明治22年）4月 - 町村制施行により、田川郡2村（夏吉・糒）が合併の上、「金川村」が発足。これにより、「尋常金川小学校」に改称。
- 1892年（明治25年）4月 - 「金川尋常小学校」に改称。
- 1896年（明治29年）12月 - 夏吉衛反田に校舎を新築し、移転を完了。
- 1908年（明治41年）4月 - 改正小学校令により、尋常科（義務教育年限）が4年制から6年制に改められる。このため、尋常科5年を新設。
- 1909年（明治42年）4月 - 尋常科6年を新設。補習学校を併置。
- 1912年（明治45年）4月 - 高等小学校を運営する学校組合の解散により、高等科（2年制）を併置の上、「金川尋常高等小学校」（尋常科6年・高等科2年）に改称。
- 1927年（昭和2年）10月 - 講堂が完成。この年、特別教室が完成。また、この頃村立図書館を併置。
- 1933年（昭和8年）5月1日 - 金川村が伊田町に編入される。
- 1940年（昭和15年）4月 - 「伊田北部尋常高等小学校」に改称。
- 1941年（昭和16年）4月 - 国民学校令施行により、「伊田北部国民学校」に改称。尋常科を初等科に改める。
- 1943年（昭和18年）11月3日 - 田川郡2町（伊田・後藤寺）の合併により、「田川市」が発足。
- 1947年（昭和22年）4月1日 - 学制改革が行われる（六・三制の実施）
  -     - 国民学校初等科は、新制小学校「田川市立伊田北部小学校」に改組・改称。
    - 国民学校高等科は、青年学校普通科とともに、新制中学校「田川市立金川中学校」に改組・改称。
- 1950年（昭和25年）
  - 4月1日 - 「田川市立金川小学校」（現校名）に改称。
  - 7月 - 特別鉱害（地盤沈下）復旧工事によって、校舎を新築し、移転を完了。
- 1974年（昭和49年）- 鉄筋コンクリート造新校舎が完成。

## 交通アクセス
最寄りの鉄道駅
- JR九州 日田彦山線 「田川伊田駅」・「一本松駅」

最寄りの幹線道路
- 福岡県道22号田川直方線（田川直方バイパス）

## 周辺
- 旧・田川市立金川中学校（2023年（令和5年）3月末閉校）
- 日吉神社
- 金辺川

## 参考資料
- 「田川市誌」（1954年（昭和29年）12月1日発行, 田川市）p.361～p.363
- 「田川市史 下巻」（1979年（昭和54年）3月1日発行, 田川市）